# Dealu Spirei
Dealu Spirei – wieś w Rumunii, w okręgu Gorj, w gminie Căpreni. W 2011 roku liczyła 16 mieszkańców.